# Justus W. Hedemann
Justus Wilhelm Hedemann (24 de abril de 1878, Brieg - 13 de março de 1963, Berlim) foi um jurista conservador alemão que recusou o sistema democrático da República de Weimar e foi profundamente envolvido com o Nacional-socialismo.

## Biografia
Justus Wilhelm Hedemann nasceu no dia 24 de Abril de 1878, em Brieg. Seu pai foi transferido para Görlitz em 1866 como diretor do tribunal distrital. No ano seguinte, Hedemann foi aceito na Escola Humanista local e formou-se em 1897. Seu pai, antes de falecer em 1891, havia planejado uma carreira militar para seu filho, e portanto ele ingressou no Batalhão da Guarda Pioneira de Berlim. Após sofrer um acidente a cavalo, sua carreira militar foi interrompida e ele foi impedido de participar da Primeira Guerra Mundial. Em 1897, iniciou seus estudos de Direito. Até 1900 estudou em Leipzig, Lausanne, Berlim, e Wroclaw. 
Em 1901, Hedemann passou o exame de ordem de forma destacada. No final de 1902, obteve seu doutorado “summa cum laude”. Em 1903, aos 25 anos de idade, habilitou-se em Breslau e foi professor na Universidade de Wroclaw. Casou-se em Março de 1904, e seu filho Wilhelm nasceu nove meses depois.
Hedemann foi, desde 1909, juiz do Supremo Tribunal Regiona lde Jena, e Professor da Universidade da mesma cidade. Em 1917, fundou o Instituto de Direito Comercial em Jena e foi o seu diretor. 
Hedemann esteve ativamente envolvido durante a acensão do nacional-socialismo, atuando a favor do governo liderado por Adolf Hitler. Essa participação culminou com sua nomeação à professor de direito na Universidade Friedrich-Wilhelm de Berlim em 1936, um dos destaques de sua carreira acadêmica. Em Berlim, ensinou direito civil, direito comercial, e direito privado, enquanto dirigia o  recém-fundado Instituto para o Direito Comercial.
Já no final de 1933, tornou-se membro do grupo de trabalho na Academia de Direito Alemão, fundada por Hans Frank, que queria criar uma nova legislação Nazista. Em 1939, Frank o nomeou Presidente da Academia. Os cinco volumes do código civil deveriam ser revisados e codificados em um novo Volksgesetzbuch ("Código do Povo"). Dentro do novo projeto da Academia, Hedemann também presidiu o Comitê sobre Pessoas, Associações, e Obrigações.
Em 1942, Hedemann foi nomeado membro do Conselho Consultivo da Sociedade e Planejamento Econômico e de Economias de Larga-Escala, que previa o domínio Alemão sobre a Europa após a presumida vitória na Guerra. Aposentou-se em 1946.
Justus Wilhelm Hedemann não é, nem foi considerado um apoiador incondicional do nacional-socialismo, mesmo que a seguinte frase seja atribuída a ele: “Há uma incomparável beleza e altura do legislativo na figura de Adolf Hitler.” É importante frisar que ele nunca foi membro do partido nazista. Porém, apoiou o SS desde 1934. Não era um agitador dos ideólogos da direita, mas segundo Friedrich-Christian Schroeder, “com sua eloquente cooperação de uma posição proeminente contribuiu significativamente para o apoio do regime.”

## Obras Selecionadas[3]
- Einführung in die Rechtswissenschaft, 1. Aufl. Berlin/Leipzig 1919, 2. Aufl. 1927.
- Die Fortschritte des Zivilrechts im XIX. Jahrhundert, 1. Teil, Berlin 1910, 2. Teil, 1. Hbbd. Berlin 1930, 2. Hbbd. Berlin 1935.
- Die Flucht in die Generalklauseln: Eine Gefahr für Recht und Staat. Mohr, Tübingen 1933.
- Deutsches Wirtschaftsrecht. Ein Grundriss. Junker und Dünnhaupt, Berlin 1939.
- mit Roland Freisler: Deutsches Gemeinrecht im Werden. von Decker, Berlin 1940.
- mit Roland Freisler (Hrsg.): Kampf für ein deutsches Volksrecht: Richard Deinhardt zum 75. Geburtstage. von Decker, Berlin 1940.
- Das Volksgesetzbuch der Deutschen. Ein Bericht. Beck, München 1941 (Arbeitsberichte der Akademie für Deutsches Recht, Sonderheft).
- Volksgesetzbuch. Grundregeln und Buch. 1. Entwurf u. Erläuterungen. Vorgelegt von Justus Wilhelm Hedemann, Heinrich Lehmann, Wolfgang Siebert. Beck, München 1942 (Arbeitsberichte der Akademie für Deutsches Recht, Nr. 22).
- Das Volksgesetzbuch als Fundament großdeutschen Rechtslebens. Spaeth & Linde, Berlin und Wien 1942.